# Elecciones presidenciales de Timor Oriental de 2002
Las elecciones presidenciales de Timor Oriental de 2002 tuvieron lugar el 14 de abril del mencionado año, con el objetivo de elegir al presidente de la República para el período 2002-2007. Se trató de las primeras elecciones presidenciales en la historia del país y los segundos comicios libres administrados por la Administración de Transición de las Naciones Unidas para Timor Oriental (UNTAET) con el objetivo de preparar a Timor Oriental para su independencia tras el final de la ocupación indonesia en 1999 y después de las elecciones parlamentarias constituyentes de 2001. Se consideró que la elección presidencial sería el último paso en ese sentido, la independencia se concretaría el 20 de mayo de 2002 y el presidente electo asumiría su mandato de cinco años ese día.
A diferencia de las elecciones constituyentes, la elección presidencial vio una afluencia de partidos políticos mucho menor. El gobernante Frente Revolucionario de Timor Oriental Independiente (Fretilin) se desentendió de las elecciones presidenciales y no respaldó a ningún candidato. El expresidente del Consejo Nacional de Resistencia Timorense, Xanana Gusmão, que había ejercido como «líder de consenso» de las numerosas facciones del independentismo timorense, fue impulsado a presentarse por el liderazgo de nueve partidos opositores, incluyendo siete de los partidos representados en la Asamblea Constituyente, y aceptó finalmente presentarse como candidato independiente. Francisco Xavier do Amaral, que había ejercido como presidente de Timor Oriental durante su efímera declaración de independencia en 1975 (antes de la invasión y ocupación por parte de Indonesia), anunció su candidatura con el respaldo de su partido, la Asociación Social Demócrata Timorense (ASDT), y del partido PARENTIL. Dado el amplio consenso partidario sobre la candidatura de Gusmão y la mala salud de Amaral que dificultó sus posibilidades de hacer campaña, se consideraba que Gusmão obtendría una victoria abrumadora. El propio Amaral admitió públicamente ser consciente de sus nulas probabilidades de ganar, y declaró que se presentó con el objetivo de garantizar que la primera elección presidencial en la historia timorense tuviese al menos dos candidatos. Se consideró que el verdadero enfrentamiento correspondía al grado de convocatoria de Gusmão respecto al Fretilin, frente al creciente conflicto entre ambos liderazgos.
Tal y como se esperaba, Gusmão obtuvo un triunfo abrumador con el 82,69% de los votos válidamente emitidos, con sus mayores bases de apoyo en los extremos occidental y oriental del país, donde superó el 90% de los votos. Amaral obtuvo solo el 17,31% de los votos, aunque logró triunfar en su distrito natal en Manufahi, así como en los distritos de Aileu y Ainaro. A pesar de la noción percibida por algunos observadores de que el Fretilin buscaría debilitar el triunfo de Gusmão impulsando una baja participación o un alto nivel de votos en blanco o anulados, la concurrencia a votar fue del 84,83% del electorado registrado y el voto no válido fue inferior al 4% del total emitido. Debido a su carácter menos disputado y a una serie de acuerdos de convivencia firmados por los partidos antes de la campaña, la elección presidencial fue considerada mucho más pacífica y ordenada que la elección parlamentaria por observadores internacionales.
El 20 de mayo de 2002, la República Democrática de Timor Oriental se convirtió en el primer Estado soberano en acceder a su independencia en el siglo xxi. Ese mismo día, la Asamblea Constituyente se convirtió en el Parlamento Nacional y Gusmão asumió como presidente de la República. El líder del Fretilin, Mari Alkatiri, que ya ejercía como «Ministro Principal» de un gabiente de transición, fue designado primer ministro.

## Antecedentes
Después de la Revolución de los Claveles en Portugal en 1974, la colonia del Timor portugués debía prepararse para la independencia. En 1975, sin embargo, estalló una guerra civil entre los dos principales partidos del país, de la que el Frente Revolucionario de Timor Oriental Independiente o Fretilin salió victorioso. Después de que la administración portuguesa se retirara y que la vecina Indonesia (que reclamaba al este de la isla de Timor como una provincia propia) comenzara a ocupar la zona fronteriza, el Fretilin proclamó unilateralmente la independencia de Timor Oriental el 28 de noviembre de 1975, con Francisco Xavier do Amaral como presidente. También se redactó una primera constitución. Pero el 7 de diciembre, Indonesia inició una invasión abierta. Las tropas desembarcaron en la capital, Dili, y el Fretilin inició una guerra de guerrillas contra los ocupantes. En 1976, Indonesia anexó Timor Oriental en violación del derecho internacional. Sólo después de veinticuatro años de guerra de guerrillas se celebró un referéndum bajo la supervisión de las Naciones Unidas, en el que la mayoría de la población se pronunció contra la autonomía dentro de Indonesia y a favor de la independencia de Timor Oriental. Una vez más, hubo una ola de violencia por parte de las fuerzas de seguridad indonesias y las milicias proindonesias. La fuerza de intervención internacional INTERFET, bajo el liderazgo de Australia, restableció la paz y el orden y Timor Oriental quedó bajo la Administración de Transición de las Naciones Unidas para Timor Oriental, a la espera de que se concretara su independencia.
La UNTAET gestionó la realización de elecciones libres para una Asamblea Constituyente el 30 de agosto de 2001. El Fretilin, liderado por Mari Alkatiri, se reconstituyó como partido político y se impuso por abrumador margen, logrando un 57,37% de los votos válidos y una mayoría absoluta al obtener 55 de los 88 escaños disponibles. Aunque fracasó en asegurarse los dos tercios requeridos para impulsar unilateralmente un texto constitucional, su mayoría facilitó la formación un gabinete ministerial de transición con Alkatiri como «Ministro Principal». La oposición al Fretilin se mostró muy dividida y los otros 33 escaños parlamentarios se repartieron entre otros once partidos políticos, con el liberal Partido Democrático, el segundo partido más votado, logrando el 8,91% de los votos. Otros partidos opositores destacados fueron el Partido Social Demócrata y la Unión Democrática Timorense. Durante la redacción de la primera constitución del nuevo estado, el Fretilin se apoyó en una alianza la Asociación Social Demócrata Timorense, fundada por Amaral luego de haber sido expulsado por el ala radical del Fretilin y reestablecida tras su retorno al país en el año 2000, para lograr los dos tercios requeridos y dominar el proceso constituyente. La Asamblea Constituyente no aprobó la constitución hasta el 22 de marzo de 2002 por 65 votos contra 14, con el rechazo del PD, el PSD y parte de la UDT. En virtud de las regulaciones de la administración de la ONU, no se realizaría un referéndum constitucional y no se realizarían nuevas elecciones parlamentarias. La constitución simplemente entraría en vigor el día de la independencia y la Asamblea Constituyente se constituiría en primera legislatura del Parlamento Nacional para un mandato de cinco años.

## Convocatoria y sistema electoral

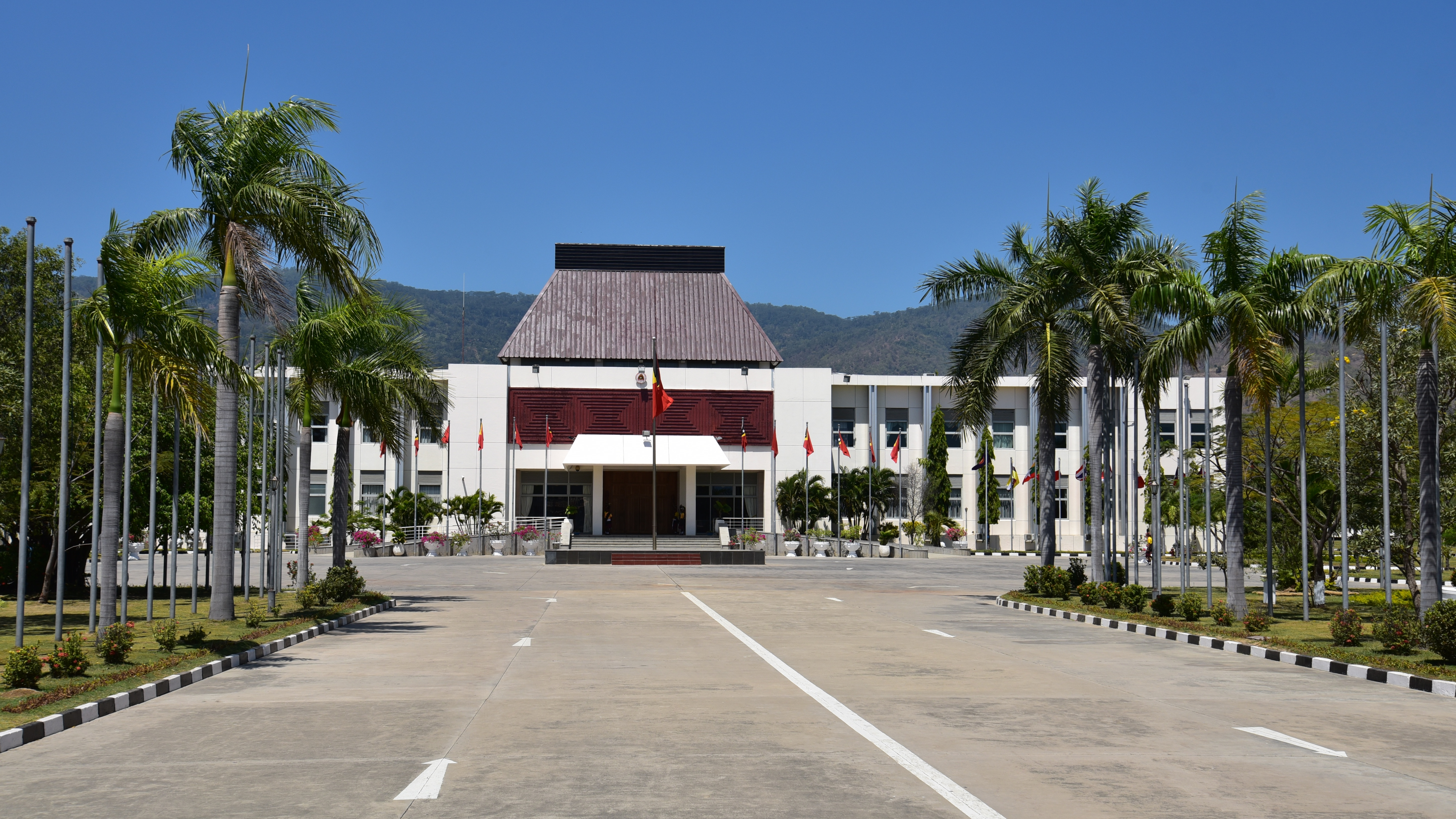
Palacio Presidencial Nicolau Lobato, Dili.

Antes de que la constitución fuese aprobada, el 17 de enero de 2002, la UNTAET fijó el 14 de abril como la fecha para la realización de las primeras elecciones presidenciales de Timor Oriental. La ONU confirmó que los dieciséis partidos que participaron en las elecciones de la asamblea constituyente serían elegibles para nominar candidatos presidenciales, y que a los nuevos partidos también podrán registrar y nominar candidatos. Los candidatos independientes podrían presentarse con el apoyo de 5.000 firmas.
La constitución de 2002 definió a Timor Oriental como una república semipresidencialista. El presidente de la República sería el jefe de Estado y comandante en jefe de las Fuerzas de Defensa de Timor Oriental, mientras que el jefe de gobierno sería el primer ministro responsable ante el Parlamento Nacional. El tono semiparlamentario de la constitución buscaba convertir la presidencia en un «símbolo unificador» por encima de los conflictos políticos partidistas. Los deberes del presidente serían y es garantizar el respeto de la Constitución, la unidad del Estado y el funcionamiento de las instituciones democráticas, con un derecho limitado a vetar y promulgar legislaciones. El presidente sería elegido por voto popular y directo para un mandato de cinco años, con posibilidad de una sola reelección. Todos los ciudadanos timorenses mayores de 35 años que estuvieran en pleno uso de sus derechos cívicos tendrían derecho a presentarse como candidatos presidenciales. Para ser elegido presidente se requeriría obtener, al menos, un 50% + 1 de los votos en primera vuelta. En caso de que ningún candidato alcanzara esta cantidad, se realizaría una segunda vuelta entre los dos candidatos más votados un mes después de la primera, en la que el más votado resultaría electo.

## Candidaturas

### Xanana Gusmão

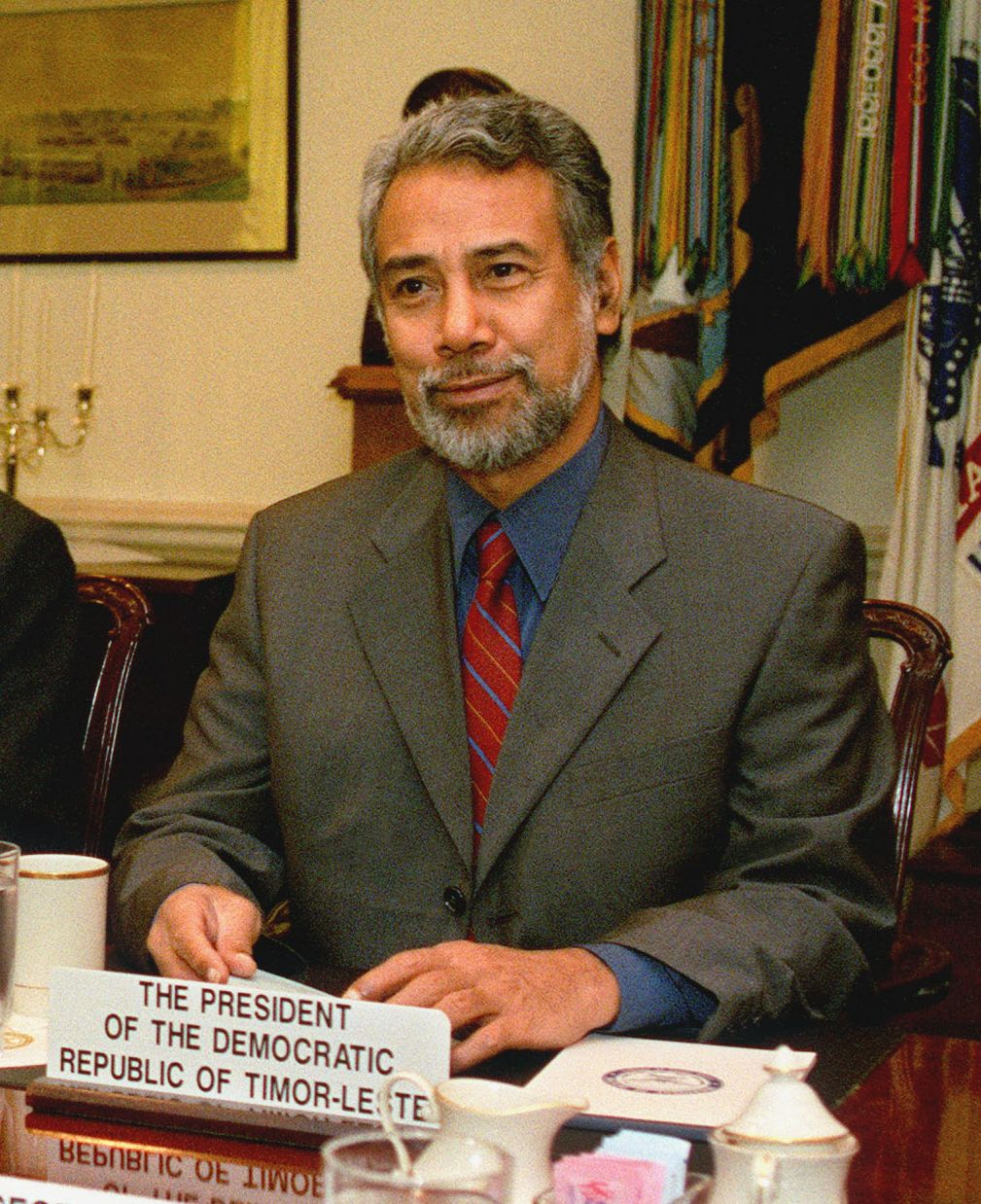
Xanana Gusmão fue visto como amplio favorito desde un principio.

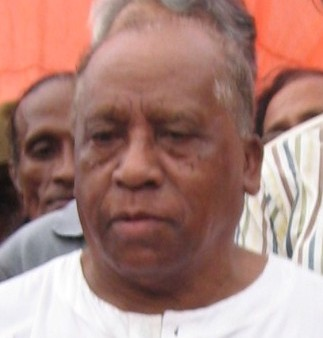
Amaral aceptó presentarse con el propósito de evitar un triunfo sin oposición de Gusmão.

Xanana Gusmão había presidido el Consejo Nacional de Resistencia Timorense (CNRT), organización que aglutinó a la mayoría de las organizaciones independentistas de Timor Oriental, desde 1988 hasta 2001. Gusmão (encarcelado por el gobierno indonesio y condenado a prisión perpetua en 1993 hasta su liberación durante la crisis de 1999) había renunciado a su afiliación del Fretilin para ser visto como un portavoz no partidista de la resistencia timorense, y poco a poco se había distanciado cada vez más de su antiguo partido. El Fretilin abandonó el CNRT poco después de que se consolidara el proceso hacia la independencia, y el CNRT se disolvió en 2001. Gusmão consideró retirarse de la política activa tras haber visto cumplido su objetivo de que Timor Oriental se convirtiera en un país independiente. Sin embargo, luego de la victoria del Fretilin en las elecciones parlamentarias, comenzó a ser impulsado por numerosos dirigentes de la oposición para que aceptase ser candidato presidencial. Aclamado como un héroe popular y probablemente el único dirigente fuera del Fretilin con el alcance nacional para ganar una elección, Gusmão era visto como amplio favorito para ganar la presidencia incluso antes de aceptar ser candidato.
La idea de Gusmão como un «candidato de consenso» entre los distintos partidos políticos que contribuyera a impedir disputas partidistas violentas en el Timor Oriental recién independizado cobró rápidamente impulso. El 23 de febrero de 2002, Gusmão confirmó públicamente su decisión de presentarse como candidato presidencial. Aunque aceptó el respaldo de los partidos políticos que impulsaron su candidatura, declaró que se mantendría distante de las estructuras partidistas. Nueve formaciones políticas se plegaron a la candidatura de Gusmão: el Partido Democrático, el Partido Social Demócrata, la Unión Democrática Timorense, el Partido Nacionalista Timorense, la Asociación de Héroes Timorenses, el Partido Socialista de Timor, el Partido Demócrata Cristiano (recién fusionado con la Unión Demócrata Cristiana de Timor), el Partido Laborista y el Partido Demócrata Maubere. Los nueve partidos configuraron la «Comisión Independiente Nacional» como un ente unificador de respaldo a la candidatura, que en la práctica actuó como una coalición política, la cual se ocupó de recaudar fondos para la candidatura, promover el voto para Gusmão y administró Comisiones de Campaña Distritales en cada municipio.
El Fretilin no apoyó la candidatura de Gusmão, pero no se pronunció en contra y tampoco anunció una candidatura alternativa a la suya, lo que se tomó como un desentendimiento del proceso electoral presidencial. La postura del Fretilin respecto a la candidatura de Gusmão fue objeto de controversia entre analistas y observadores internacionales. Si bien el Fretilin declaró que daría un cierto respaldo a Gusmão si se presentara como independiente, rechazó darle un apoyo formal. Alkatiri acusó a Gusmão de haber apoyado al PD y al PSD en las elecciones parlamentarias, aunque aclaró que «no había ocurrido una ruptura» entre el partido mayoritario y el dirigente independentista. Del mismo modo, Alkatiri declaró que el Fretilin consideraba que Gusmão solo obtendría el respaldo suficiente como «candidato de consenso» si el Fretilin no intervenía en su campaña, siendo este aparentemente el motivo formal por el cual el partido decidió no darle su apoyo. Sin embargo, los conflictos entre Gusmão y su antiguo partido se harían evidentes durante el período posterior a las elecciones, y prácticamente marcarían la presidencia de Gusmão.

### Francisco Xavier do Amaral
Francisco Xavier do Amaral, primer presidente de Timor Oriental durante su efímera declaración de independencia unilateral en 1975, había conservado una relativa influencia en el movimiento independentista timorense. No obstante, se le consideraba una figura relativamente controvertida por haber intentado negociar con Indonesia durante su largo exilio en Yakarta. Tras refundar la Asociación Social Demócrata Timorense, Amaral dio una sorpresa en las elecciones parlamentarias al llevar a la formación a una victoria sobre el Fretilin en su región natal en el centro del país, pese a la escasa cantidad de recursos y presencia con la que contaba el partido. Amaral expresó su interés en una candidatura presidencial a lo largo del año 2001, afirmando que tenía la intención de buscar «cumplir su promesa» de 1975 de liderar al país a su independencia definitiva. Mientras crecía el apoyo a una candidatura de consenso en nombre de Gusmão, Amaral reconoció el apoyo popular de este último, pero se opuso públicamente a que la primera elección presidencial en la historia timorense fuera ganada sin oposición, y declaró que la ASDT no reconocería un presidente que no hubiese sido ratificado por el pueblo en una elección disputada. El 5 de septiembre de 2001, Amaral declaró que no se presentaría como candidato, reconociendo que la situación económica de su partido no era la indicada para encarar una nueva campaña.
Sin embargo, el 4 de febrero de 2002, Amaral recibió el respaldo adicional del Partido República Nacional de Timor Oriental (PARENTIL), otro partido político menor que no había obtenido representación parlamentaria. La ASDT confirmó el 19 de febrero que respaldaba también que Amaral se postulara. Ante la perspectiva de una elección incontestada con Gusmão como único candidato, Amaral aceptó finalmente la nominación. La candidatura de Amaral fue la primera en ser oficializada ante la Comisión Electoral.

## Campaña
La campaña electoral formal se desarrolló entre el 16 de marzo y el 12 de abril en un marco mucho menos partidista que las elecciones constituyentes, con las campañas de ambos candidatos centradas esencialmente en exaltar sus personalidades e historial en la lucha por la independencia más que en un intercambio de propuestas. Gusmão centró su discurso en la unidad nacional, la consolidación de Timor Oriental como una democracia pacífica y la defensa internacional de los intereses timorenses. Recorrió la mayor parte del territorio del país dando discursos en los cuales convocó a los timorenses a «exigir pacíficamente una vida mejor», y declaró una y otra vez que no tenía la intención de liderar el país. Gusmão se comprometió a realizar una presidencia austera y sin sobresaltos, afirmando que «seguiré la constitución y la constitución no me permite poner ni cinco centavos». Mientras se levantaban más dudas sobe un quiebre entre Gusmão y Alkatiri, el candidato presidencial comenzó a girar su discurso a una retórica confrontativa con el gobierno del Fretilin, criticando su decisión de mimetizar los símbolos nacionales con los partidarios, así como su control casi absoluto sobre las instituciones entrantes, comprometiéndose a ejercer como un árbitro protector que «expresaría la desesperación del pueblo», cuando hiciera falta.
Por su parte, la campaña de Amaral se vio paralizada el mismo fin de semana del 17 de marzo, cuando sufrió una afección cardíaca complicada por una neumonía que requirió hospitalización, aunque los médicos lo consideraron lo suficientemente estable como para hacer campaña después de tres días de reposo. Durante este período, los portavoces de la ASDT y el PARENTIL organizaron manifestaciones de base local a pequeña escala para pedir el voto por el expresidente. Si bien hubo especulaciones sobre un posible respaldo a la candidatura de Amaral por parte del Fretilin, sus escasas probabilidades de triunfo eliminaron esta posibilidad. No obstante, al ser consultado al respecto, Alkatiri expresó sentir un profundo respeto por Amaral.
Conforme la campaña avanzaba, la creciente animosidad entre Gusmão y el Fretilin se hizo mucho más notoria. Gusmão acusó al gobierno de Alkatiri de buscar una alta abstención para disminuir su legitimidad como eventual presidente, denunciando «trucos sucios» por parte del partido gobernante. Las declaraciones contradictorias de los líderes del Fretilin y las acciones de sus militantes encendieron alarmas en ese sentido. Hubo denuncias de que algunos miembros del Fretilin hicieron campaña sobre la idea de votar a ambos candidatos para «honrar tanto al presidente inaugural de 1975 como al líder de la resistencia», lo que hubiera resultado en un voto nulo. El presidente de la Asamblea Constituyente, Francisco Guterres, hizo bromas ante los medios afirmando que su mayor prioridad el 14 de abril sería pasar el día en la playa, mientras que Alkatiri declaró que al recibir el apoyo de nueve partidos políticos, Gusmão había cometido «un grave error» porque ya no podía ser considerado un líder nacional apartidista. Gusmão criticó como «irresponsables para el liderazgo de una democracia en ciernes» los comentarios de Guterres y Alkatiri.
El 11 de abril tuvo lugar un debate electoral televisado entre Gusmão y Amaral en la Universidad Nacional de Dili. El mismo se realizó en portugués y contó con la presencia exclusiva de las Naciones Unidas y los equipos de campaña, lo que resultó en una protesta de estudiantes afuera de la Universidad exigiendo estar presentes. Finalizado el mismo, Gusmão y Amaral salieron a reunirse con la multitud y se dirigieron a ella en tetum, el idioma local. Durante el debate, Amaral declaró públicamente que «si hubiera un solo candidato, no habría elección» al ser consultado sobre sus motivaciones para postularse. El punto álgido del debate se dio cuando Gusmão criticó que los miembros del Fretilin que asistieron a concentraciones de Amaral no sufrieron mayor represalia, pero los militantes del partido que apoyaron su candidatura fueron sometidos a medidas disciplinarias. Llegó a denunciar que el Fretilin estaba buscando la construcción de un Estado de partido único y realizó una controvertida comparación con el salazarismo de Portugal y el suhartismo de Indonesia bajo cuyo yugo habían vivido los timorenses, lo que provocó aplausos del público. Por fuera de este momento, ambos candidatos estuvieron de acuerdo en la mayoría de los puntos que se trataron, y el evento se consideró en gran medida simbólico. El 12 de abril, dos días antes de las elecciones, Alkatiri confirmó que votaría, pero se negó a decir por quién lo haría y hubo rumores de que votaría en blanco. No obstante, declaró que «el que gane será presidente de este país y será respetado como tal».

## Resultados
La Comisión Electoral anunció los primeros resultados provisionales el 17 de abril, tres días después de las elecciones, en una conferencia de prensa en la que ambos candidatos estuvieron presentes. Gusmão obtuvo un triunfo aplastante, alcanzando el 82,69% de los votos válidamente emitidos. En la capital, Dili, logró hasta el 81,66% de los votos. A nivel regional, superó el 90% en Lautem (donde logró su triunfo más amplio, con un 94,52% de las preferencias), Bobonaro, Viqueque y el exclave de Oecusse-Ambeno. Asimismo, estuvo por encima del 80% en Cova-Lima , Manatuto, Ermera y Liquiçá. Por su parte, Amaral logró el 17,31% de los votos y, a pesar de su carácter de candidato testimonial, logró triunfar en su región natal de Manufahi y en los distritos aledaños de Ainaro y Aileu, logrando en este último su mejor resultado con un 67,45% de los votos contra el 32,55% de Gusmão. Estos resultados se atribuyeron a la alta popularidad de Amaral en dicha región, así como la escasa información que llegó a varias áreas rurales y las dificultades para los partidos que respaldaban a Gusmão (en gran medida minoritarios y dependientes del alcance personal del propio candidato) para hacer campaña allí. Sin embargo, los rumores sobre un boicot silencioso del Fretilin resultaron ser infundados, como lo demostraron tanto la participación (con un 84,83% del electorado registrado concurriendo a votar) como el voto válido (que superó el 96% del total emitido).
|  | 82.69 % |

|  | 17.31 % |

|  | 96.36 % |

|  | 3.64 % |

|  | 100.00 % |

|  | 84.83 % |